# 장진호 (1952년)
장진호(張震浩, 1952년 8월 13일 ~ 2015년 4월 3일)는 진로그룹 회장을 지낸 대한민국의 기업인이다. 본관은 결성이다.

## 학력
- 1971년 서울고등학교
- 1975년 고려대학교 경영학과 졸업

## 경력
- 1977년 (주)서광 기획관리실
- 1979년 (주)진로 기획조정실
- 1982년 효성유리공업(주) 이사
- 1982년 11월 (주)진로 상무이사
- 1984년 11월 (주)진로 부사장
- 1986년 1월 (주)진로유통 부사장
- 1988년 1월 ~ 진로그룹 회장
- 1991년 1월 ~ 대한사격연맹 회장